# Primorsko-goranska regionalna nogometna liga 1984./85.
Primorsko-goranska regionalna nogometna liga, također kao i Primorsko-goranska liga NS Rijeka, je bila liga 4. stupnja nogometnog prvenstva Jugoslavije u sezoni 1984./85. 
 
Sudjelovalo je 14 klubova, a prvak je bio "Lučki radnik" iz Rijeke. 

## Ljestvica
| mj. | klub                 | ut. | pob. | ner. | por. | gol+ | gol- | bod |
| --- | -------------------- | --- | ---- | ---- | ---- | ---- | ---- | --- |
| 1.  | Lučki radnik Rijeka  | 26  | 14   | 9    | 3    | 50   | 31   | 37  |
| 2.  | Kraljevica           | 26  | 15   | 6    | 5    | 45   | 19   | 36  |
| 3.  | Lokomotiva Rijeka    | 26  | 13   | 7    | 6    | 49   | 23   | 33  |
| 4.  | Primorje Rijeka      | 26  | 11   | 9    | 6    | 58   | 32   | 31  |
| 5.  | Vrbovsko             | 26  | 12   | 7    | 7    | 38   | 30   | 31  |
| 6.  | Jedinstvo Ogulin     | 26  | 12   | 5    | 9    | 49   | 31   | 29  |
| 7.  | Klana                | 26  | 10   | 6    | 10   | 48   | 39   | 26  |
| 8.  | Borac Bakar          | 26  | 11   | 4    | 11   | 26   | 38   | 26  |
| 9.  | Rab                  | 26  | 8    | 8    | 10   | 43   | 39   | 24  |
| 10. | Halubjan Viškovo     | 26  | 9    | 6    | 11   | 37   | 39   | 24  |
| 11. | OŠK Omišalj          | 26  | 9    | 5    | 12   | 31   | 47   | 23  |
| 12. | Željezničar Moravice | 26  | 6    | 7    | 13   | 34   | 49   | 19  |
| 13. | Jedinstvo Rijeka     | 26  | 6    | 4    | 16   | 38   | 55   | 14  |
| 14. | Goranin Delnice      | 26  | 2    | 3    | 21   | 14   | 72   | 7   |

## Rezultatska križaljka
| kratica | klub                 | BOR | GOR | HAL | JEDO | JEDR | KLA | KRA | LOK | LUR | OŠK | PRI | RAB | VRB | ŽELJ |
| --- | -------------------- | --- | --- | --- | ---- | ---- | --- | --- | --- | --- | --- | --- | --- | --- | ---- |
| BOR | Borac Bakar          |     |     | 0:1 |      |      |     |     |     |     |     |     |     |     |      |
| GOR | Goranin Delnice      |     |     | 2:2 |      |      |     |     |     |     |     |     |     |     |      |
| HAL | Halubjan Viškovo     | 0:1 | 1:0 |     | 1:2  | 0:0  | 2:0 | 0:2 | 2:2 | 0:1 | 1:1 | 0:1 | 1:2 | 3:0 | 0:0  |
| JEDO | Jedinstvo Ogulin     |     |     | 1:1 |      |      |     |     |     |     |     |     |     |     |      |
| JEDR | Jedinstvo Rijeka     |     |     | 0:4 |      |      |     |     |     |     |     |     |     |     |      |
| KLA | Klana                |     |     | 2:3 |      |      |     |     |     |     |     |     |     |     |      |
| KRA | Kraljevica           |     |     | 2:0 |      |      |     |     |     |     |     |     |     |     |      |
| LOK | Lokomotiva Rijeka    |     |     | 1:1 |      |      |     |     |     |     |     |     |     |     |      |
| LUR | Lučki radnik Rijeka  |     |     | 1:2 |      |      |     |     |     |     |     |     |     |     |      |
| OŠK | OŠK Omišalj          |     |     | 1:2 |      |      |     |     |     |     |     |     |     |     |      |
| PRI | Primorje Rijeka      |     |     | 5:0 |      |      |     |     |     |     |     |     |     |     |      |
| RAB | Rab                  |     |     | 5:2 |      |      |     |     |     |     |     |     |     |     |      |
| VRB | Vrbovsko             |     |     | 3:2 |      |      |     |     |     |     |     |     |     |     |      |
| ŽELJ | Željezničar Moravice |     |     |     |      |      |     |     |     |     |     |     |     |     |      |
| |                      |     |     |     |      |      |     |     |     |     |     |     |     |     |      |
| podebljan rezltat - utakmice od 1. do 13. kola (1. utakmica između klubova) rezultat normalne debljine - utakmice od 14. do 26. kola (2. utakmica između klubova) rezultat nakošen - nije vidljiv redoslijed odigravanja međusobnih utakmica iz dostupnih izvora rezultat smanjen * - iz dostupnih izvora nije uočljiv domaćin susreta prekrižen rezultat - poništena ili brisana utakmica p - utakmica prekinuta 3:0 p.f. / 0:3 p.f. - rezultat 3:0 bez borbe |                      |     |     |     |      |      |     |     |     |     |     |     |     |     |      |

 Izvori: